# Kpelle-Schrift

Silbe kpee/gbee der Kpelle-Schrift

Die Kpelle-Schrift ist eine Silbenschrift des Kpelle, die Sprache des Kpelle-Volkes in Westafrika.
Die Schrift wurde in den 1930er Jahren von Chief Gbili aus Sanoyie in Liberia entwickelt, um die Kpelle-Sprache verschriften zu können.
Sie besteht aus 88 Graphemen und wird von links nach rechts in horizontalen Zeilen geschrieben. Viele der Glyphen haben mehr als eine Form.
In den 1930ern und Anfang der 1940er Jahre erlangte die Schrift bei Kpelle-Sprechern in Liberia und Guinea eine gewisse Verbreitung, sie konnte sich allerdings aufgrund des schlecht ausgebauten Schulsystems und des fehlenden politischen Willens nicht nachhaltig etablieren. Mittlerweile hat das lateinische Alphabet die Kpelle-Schrift verdrängt. Kpelle wird nun mit einem Alphabet geschrieben, das auf dem lateinischen basiert.
Im Jahr 2010 wurde im Rahmen der Script Encoding Initiative der University of California, Berkeley vorgeschlagen, die Schrift in Unicode aufzunehmen. Dies wurde jedoch (mit Stand Ende 2024) nicht weiter verfolgt.
Der Vierbuchstaben-Schriftcode laut ISO 15924 ist Kpel.